# FC Vysočina Jihlava
Der FC Vysočina Jihlava ist ein tschechischer Fußballverein aus der etwas über 50.000 Einwohner zählenden ehemaligen Bergbaustadt Jihlava. Der Vereinsname enthält außer dem Stadtnamen auch die Region Vysočina (zu Deutsch: Oberland).

## Vereinsgeschichte
Nach der Gründung eines Sportzirkels mit einer Fußballabteilung im Maschinenbauwerk PAL Jihlava fing die neue Mannschaft 1948 in der untersten Liga der Region an, der II. třída. Schon 1950 gelang dem Verein der Aufstieg in die Kreisklasse.
Auf diesem Niveau blieb der Klub nahezu vier Jahrzehnte, bis er 1988/89 den Aufstieg in die Divize (Gruppe D), die vierthöchste Spielklasse feiern konnte. Nach nur zwei Jahren folgte der nächste Aufstieg, diesmal in die 3. Liga (MSFL). 1999/00 landete die Mannschaft auf einem eigentlich nicht aufstiegsberechtigten zweiten Platz der MSFL, stieg aber wegen des Verzichts von NH Ostrava dennoch in die 2. Liga auf.
In der 2. Liga konnte Jihlava immer vorne mithalten und belegte am Ende der Saison 2004/05 den zweiten Platz, der zum Aufstieg in die Gambrinus Liga berechtigte. Nach nur einer Saison in der 1. Liga stieg die Mannschaft wieder ab. Mit dem zweiten Platz in der Druhá fotbalová liga 2011/12, der zweiten tschechischen Liga, kehrte der FC Vysočina Jihlava in die Gambrinus Liga zurück. In der Spielzeit 2012/13 belegte Jihlava den zehnten Rang, der 8. Platz in der Saison 2013/14 war des bislang größte Erfolg in der Vereinsgeschichte.

## Vereinsnamen
Der FC Vysočina Jihlava wurde 1948 als Sportabteilung im Maschinenbauwerk PAL Jihlava gegründet.
1949 folgte die Umbenennung in ZSJ PAL Jihlava. Weitere Umbenennungen gab es:
- 1951 in TSO Spartak Motorpal Jihlava
- 1953 in DSO Spartak Jihlava
- 1961 in TJ Spartak Jihlava
- 1993 in FK Spartak Jihlava
- 1994 in FC Spartak PSJ Jihlava
- 1995 nach einer Fusion mit dem Stadtkonkurrenten SK Jihlava in FK Spartak PSJ Motorpal Jihlava
- 1997 in FC PSJ Jihlava
- 2000 in FC Vysočina Jihlava.

## Trainer
- Roman Pivarník (2002–2003, 2011–2012)

## Spieler
- Ondřej Šourek (1996–2002) Jugend, (2002–2007, 2012–) Spieler,
- Michal Veselý (2000–2012)
- Michal Vorel (2002–2005)
- Petr Vladyka (2002–2007)

## Ligazugehörigkeit
|         | 88/89 | 89/90 | 90/91 | 91/92 | 92/93 | 93/94 | 94/95 | 95/96 | 96/97 | 97/98 | 98/99 | 99/00 | 00/01 | 01/02 | 02/03 | 03/04 | 04/05 | 05/06 | 06/07 | 07/08 | 08/09 | 09/10 | 10/11 | 11/12 | 12/13 | 13/14 | 14/15 | 15/16 | 16/17 | 17/18 |
| ------- | ----- | ----- | ----- | ----- | ----- | ----- | ----- | ----- | ----- | ----- | ----- | ----- | ----- | ----- | ----- | ----- | ----- | ----- | ----- | ----- | ----- | ----- | ----- | ----- | ----- | ----- | ----- | ----- | ----- | ----- |
| 1. Liga |       |       |       |       |       |       |       |       |       |       |       |       |       |       |       |       |       | 15.   |       |       |       |       |       |       | 10.   | 8.    | 10.   |       |       |       |
| 2. Liga |       |       |       |       |       |       |       |       |       |       |       |       | 6.    | 7.    | 7.    | 6.    | 2.    |       | 5.    | 7.    | 3.    | 4.    | 3.    | 2.    |       |       |       |       |       |       |
| 3. Liga |       |       |       | 12.   | 12    | 7.    | 7.    | 13.   | 12.   | 11.   | 3.    | 2.    |       |       |       |       |       |       |       |       |       |       |       |       |       |       |       |       |       |       |
| 4. Liga |       | 7.    | 5.    |       |       |       |       |       |       |       |       |       |       |       |       |       |       |       |       |       |       |       |       |       |       |       |       |       |       |       |
| 5. Liga | 1.    |       |       |       |       |       |       |       |       |       |       |       |       |       |       |       |       |       |       |       |       |       |       |       |       |       |       |       |       |       |